# Port lotniczy Połock
Port lotniczy Połock – port lotniczy położony w Połocku w obwodzie witebskim. Jest ósmym co do wielkości portem lotniczym na Białorusi.